# Oreophryne jeffersoniana
Oreophryne jeffersoniana är en groddjursart som beskrevs av Dunn 1928. Oreophryne jeffersoniana ingår i släktet Oreophryne och familjen Microhylidae. IUCN kategoriserar arten globalt som nära hotad. Inga underarter finns listade i Catalogue of Life.